# Nefas Mewcza
Nefas Mewcza – miasto w Etiopii, w regionie Amhara. Według danych szacunkowych na rok 2015 liczy 30 700 mieszkańców.